# Urandi
Urandi é um município brasileiro do estado da Bahia. 

## História
O topônimo Urandi, segundo registro do professor Gabriel Soares de Sousa em seu livro Notícias do Brasil, tem origem em um pássaro preto muito comum às margens dos rios da região, às vezes chamado hoje guirandi, ao qual os indígenas entretanto chamavam de urandi. Teodoro Sampaio ensina que o nome urandi, em tupi, significa madeira negrecenta. Os primitivos habitantes da região eram os índios acroás.
A ocupação do território foi efetuada pelos portugueses que ali chegaram a procura de ouro e pedras preciosas, e se estabeleceram em fazendas. Grande parte da população atual têm origem na miscigenação do português com o negro escravo.
As primeiras habitações surgiram por volta de 1812, em um lugar privilegiado entre os rios Cachoeira e Raiz, na fazenda Santa Rita, de propriedade do cidadão português senhor Antônio Fernandes Baleeiro, que ali residia com seu irmão, o senhor José Fernandes Baleeiro e alguns escravos. Nessa época foi construída ali uma capela em invocação a Santo Antônio.
Numa área de cerca 10 hectares doada ao Santo Padroeiro pelo proprietário da fazenda teve início o povoamento com a construção das primeiras casas. O povoado começou a ser chamado de Duas Barras, em função de sua localização entre dois rios.
A fartura de água contribuiu para o desenvolvimento do povoado, principalmente pela agricultura. Com o passar do tempo a localidade foi crescendo e, em  2 de maio de 1877, pela Lei Provincial nº 1732  foi elevada a freguesia, com o nome de Santa Rita das Duas Barras. Essa designação foi alterada para Santo Antônio de Duas Barras pela Resolução Provincial nº 1962, de 10 de junho de 1880.
Pela Lei Estadual nº. 1.276, de 10 de agosto de 1918, o povoado de Duas Barras foi elevado a vila, com a denominação de Urandi.
Em 1936, o município de Urandi se tornou o primeiro no estado da Bahia a ter uma mulher como chefe do Poder Executivo municipal: a interventora Nair Guimarães Lacerda.

## Política e administração
O município de Urandi possui uma estrutura político-administrativa composta pelo Poder Executivo, chefiado por um Prefeito eleito por sufrágio universal, o qual é auxiliado diretamente por secretários municipais nomeados por ele, e pelo Poder Legislativo, institucionalizado pela Câmara Municipal de Urandi, órgão colegiado de representação dos munícipes que é composto por 11 vereadores também eleitos por sufrágio universal.

### Poder Executivo
O prefeito de Urandi é Warlei Oliveira de Souza, do Partido Social Democrático (PSD), que assumiu o cargo em 2021 para seu primeiro mandato e foi reeleito em 2024, iniciando seu segundo mandato em 2025. O vice-prefeito é Cicero David Camargo Louro, também conhecido como Sinha da Banana, do Partido Verde (PV).

### Poder Legislativo
A Câmara Municipal de Urandi é composta por onze vereadores.

## Economia
- Agricultura e Pecuária: em que pese contar com um razoável comércio local e já com algumas indústrias, a base econômica da maior parte da população ainda permanece essencialmente na agropecuária. O destaque está na produção de leite nas pequenas propriedades rurais e para a fruticultura nos perímetros irrigados do Projeto Estreito. O projeto é abastecidos pelas barragens do Estreito e Cova da Mandioca, sendo esta última a maior barragem de concreto rolado do mundo, construída pela CODEVASF. O cultivo de cana-de-açúcar e banana predomina no Perímetro Irrigado de Estreito. Enquanto que na agricultura prepondera o cultivo de feijão, maracujá, pinha, coco, cebola e alho; na pecuária, prevalece as criações de bovinos, suínos e equinos.
- Extração mineral: a presença da mineração na economia local desponta em função de descobertas de manganês nas proximidades de Urandi e Licínio de Almeida por volta de 1948 durante a construção da Estrada de Ferro Leste da Bahia. Inicialmente acreditava tratar-se apenas de concentrações superficiais de minerais ferruginosos, sendo o interesse pelo local e futuros trabalhos de prospecção visando novos depósitos de minérios ocorrerem somente em 1955.[12] Em 2019, foi anunciado que a mineradora cazaque Eurasian Natural Resources Corporation (ENRC) iria adquirir a Bahia Mineração (BML), responsável pela mineração local.[13] O acerto inclui uma opção de compra dos direitos minerários de outro ativo como um projeto de mineração na região de Urandi.[14]
- Indústria: a agricultura urandiense teve grande importância no surgimento da indústria local. A produção de algodão foi fundamental para o Grupo Sudotex que possui experiência no setor têxtil nacional e atuando numa extensa áreas de negócios como agronegócio, fiação, malharia, tinturaria e confecção.[15] O Grupo é considerado um dos principais fabricantes de fios de algodão, malhas e camisas pólo da América Latina, possuindo milhares de clientes nos 26 estados da Federação.
- Parque eólico: o Complexo Eólico Serra das Almas é um projeto de geração de energia renovável situado no sudoeste da Bahia, nos municípios de Urandi, Licínio de Almeida e Jacaraci, em um local com ventos fortes e abundantes. O projeto é da holding PEC Energia, formada pelas empresas de engenharia Passarelli, Engeform e a Construbase.[16] Composto por 168 aerogeradores, totalizando uma capacidade instalada de 420 MW, a produção de energia será suficiente para abastecer uma cidade com 3,2 milhões de habitantes por um prazo mínimo de 20 anos.[17]
- PIB (2017): R$ 166 839 mil[18]

## Infraestrutura

### Saúde
Em relação à saúde, o município de Urandi conta com vários estabelecimentos destinados à Atenção Básica de Saúde (APS).
Entre os estabelecimentos destinados à APS estão as Unidades de Saúde da Família (USF). O município também apresenta um Hospital do tipo Hospital Geral, o Hospital Municipal Padre Antonio Manoel da Rocha, destinado à prestação de atendimento nas especialidades básicas, por especialistas e/ou outras especialidades médicas.